# Bernd Niquet
Bernd Niquet (* 31. Mai 1956 in Berlin) ist ein deutscher Journalist, Börsenkolumnist, Schriftsteller und Diplom-Volkswirt.

## Leben
Bernd Niquet wuchs in Berlin auf, absolvierte nach dem Abitur eine Ausbildung zum Bankkaufmann und arbeitete anschließend in der Anlageberatung. Nach dem Studium der Volkswirtschaftslehre und einer Promotion (1991) über die „ökonomische Theorie und die Entstehung von Neuem“ an der Freien Universität Berlin, folgte eine Assistenzzeit mit Lehrtätigkeit am Lehrstuhl für finanzpolitische Forschung der FU Berlin.
Seit 1998 ist er als freier Autor von Kolumnen und Büchern tätig. Zeitweise schrieb er eigene Kolumnen in Spiegel Online und der Printausgabe der Welt am Sonntag. Zudem ist er derzeit als Kolumnist bei Wallstreet-Online tätig. Seine Schriftstellerlaufbahn begann mit Sachbüchern, ab dem Jahr 2000 wechselt er jedoch in die Belletristik.

## Werke
- Ökonomische Theorie und die Entstehung von Neuem. Ein erkenntnistheoretischer Rekurs auf Kant und die Aufklärung. Verlag Peter Lang, Frankfurt am Main / Bern / New York / Paris 1991.
- Das Universum des Kokons. Roman. 2. Auflage. Argentarius Verlag, Berlin 1997.
- Der Crash der Theorien. Eine neue Sichtweise von Wirtschaft und Börse. Börsenbuch Verlag, Kulmbach 1997.
- mit Johann Philipp Freiherr von Bethmann: Der Euro – Chance für ein besseres Geld. Argentarius Verlag, Berlin 1997.
- Das Ende des Kapitalmangels. Ein Leitfaden für die Börseneinführung junger und innovativer Unternehmen. Börsenbuch Verlag, Kulmbach 1997.
- Die Generation X am Neuen Markt. Eine einzigartige Börsengeschichte. Börsenbuch Verlag, Kulmbach 1998.
- Keine Angst vorm nächsten Crash. Warum Aktien als Langfristanlage unschlagbar sind. Campus Verlag, Frankfurt am Main / New York 1999.
- Herr Gonzales macht Urlaub im Paradies. Eine Erzählung in Worten und Bildern. Argentarius Verlag, Berlin 1999.
- 1000 Prozent Gewinn. Euphorie und Crash der Hightech-Aktien im Spiegel des Zeitgeistes. FinanzBuch Verlag, München 2000.
- Die Welt der Börse. Campus Verlag, Frankfurt am Main / New York 2000. (ebenfalls erschienen in taiwanesischer und chinesischer Sprache)
- Der Zauberberg des Geldes. Roman. FinanzBuch Verlag, München 2001.
- Das Orwell Haus. Aus dem Innenleben der Erbengeneration. Roman. Allitera Verlag, München 2002.
- Keine Angst vorm nächsten Crash. Piper Verlag, München 2003. (aktualisierte Taschenbuchausgabe)
- Klabautermannzeit. Roman. Volk Verlag, München 2003.
- Die Romantik der Finanzmärkte. Roman. Volk Verlag, München 2006.
- Finale Senkrechte. Alles, was Sie von unserer Wirtschaft verstehen müssen. Roman. Volk Verlag, München 2006.
- Kant für Manager. Campus Verlag, Frankfurt am Main 2007. (auch in russischer erschienen Sprache)
- Der MADchester-Kapitalismus. Das Buch zur Krise. Monografie. Volk Verlag, München 2008.
- Kant - A forca do pensamento autonomo. Edition Vozes, Brazil, 2008.
- Taupunkte, Erzählung. Engelsdorfer Verlag, Leipzig 2009.
- Wie ich die Finanzkrise erfolgreich verdrängte, Eine Collage. Engelsdorfer Verlag, Leipzig 2010.
- Jenseits des Geldes. Erster Teil, Engelsdorfer Verlag, Leipzig 2011.
- Jenseits des Geldes. Zweiter Teil, Engelsdorfer Verlag, Leipzig 2012.
- Jenseits des Geldes. Dritter Teil, Engelsdorfer Verlag, Leipzig 2013.